# Рада охорони пам'яті боротьби і мучеництва

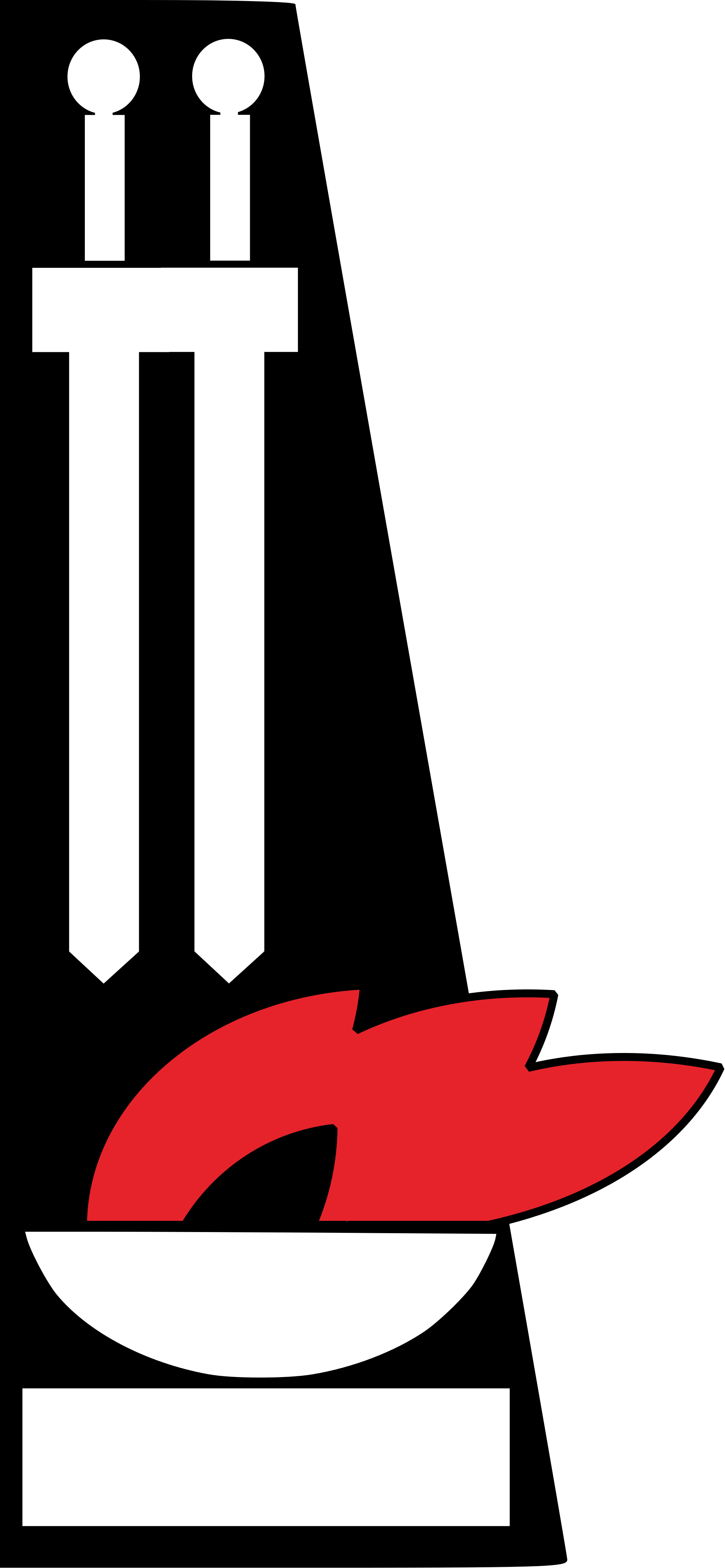
Логотип організації

Рада охорони пам'яті боротьби і мучеництва (пол. Rada Ochrony Pamięci Walk i Męczeństwa) — польська державна організація, що займається увічненням пам'яті історичних подій, що уособлюють «боротьбу та мучеництво польського народу».
Утворена на основі закону від 2 липня 1947 року. Підпорядковується міністру культури (з 21 січня 1988 року працювала при голові Ради міністрів). Діяльність фінансується з державного бюджету. Членів Ради на 4-річний термін призначає прем'єр-міністр країни (з червня 2001 року посаду голови Ради займає Владислав Бартошевський). Поточну діяльність здійснює Бюро Ради під керівництвом державного секретаря (з 1 вересня 1992 року цю посаду обіймав Анджей Пшевознік, загиблий в 2010 році в авіакатастрофі під Смоленськом. З 16 квітня 2010 року цей пост займає Анджей Кшиштоф Кунерт).
Функції Ради:
- догляд за історичними місцями, що уособлюють «боротьбу і мучеництво польського народу»;
- увічнення пам'яті про історичні події та їх учасників;
- організація вшанування річниць історичних дат, які уособлюють «боротьбу і мучеництво польського народу»;
- випуск видань та організація виставок з метою популяризації історичних місць, пов'язаних з «боротьбою і мучеництвом польського народу», а також їх учасників;
- догляд за місцями та об'єктами національної пам'яті, особливо за військовими кладовищами у Польщі та за кордоном, а також за музеями - місцями національної пам'яті (в Освенцимі-Бжезінка, Майданеку, Штутове, Рогозніца, Ламбіновіцах, Радогощі, Жабікове).

## Діяльність в Україні
За підтримки Ради Охорони Пам'яті Боротьби і Мучеництва в Україні відкрито:
- Польський воєнний цвинтар у Биківні[2];
- Відкриття катинської меморіальної дошки на монастирі в Старобільську[3].